# Die kleine Perthes
Die kleine Perthes ist eines der Kinderbildnisse des deutschen Malers Philipp Otto Runge; es wird im Schlossmuseum im Weimarer Stadtschloss ausgestellt.

## Beschreibung
Das Bild stellt die vierjährige Luise Perthes dar. Sie war die Tochter von Friedrich Perthes und seiner Ehefrau Caroline Ilsabe, einer Tochter von Matthias Claudius. Perthes gehörte zu dem Freundeskreis um Daniel Runge, den Bruder des Malers, in Hamburg.
Das Mädchen steht im gelben Kleid in der elterlichen Wohnung am Hamburger Jungfernstieg vor einem Fenster auf einem rot gepolsterten Stuhl. Die vertraute häusliche Umgebung kontrastiert mit der Ferne, in der das Licht der hellen Sonne lockt. Das Mädchen blickt jedoch nicht in die Ferne, sondern schaut nachdenklich den Betrachter an.